# Hermitesches Polynom

Plots der ersten fünf Hermiteschen Polynome H_{n}

Die Hermiteschen Polynome (nach Charles Hermite) sind Polynome mit folgenden äquivalenten Darstellungen:
{\displaystyle H_{n}(x)=(-1)^{n}e^{x^{2}}{\frac {\mathrm {d} ^{n}}{\mathrm {d} x^{n}}}e^{-x^{2}}\,,}
bzw.
{\displaystyle H_{n}(x)=e^{x^{2}/2}\,\left(x-{\frac {\mathrm {d} }{\mathrm {d} x}}\right)^{n}\,e^{-x^{2}/2}\,.}
Die Hermiteschen Polynome (mit einem festen {\displaystyle n}) sind Lösungen der Hermiteschen Differentialgleichung, einer linearen Differentialgleichung zweiter Ordnung:
{\displaystyle H_{n}''(x)-2\,x\cdot H_{n}'(x)+2\,n\cdot H_{n}(x)=0\qquad (n=0,1,2,\dots ).}

## Explizite Darstellung
Aus der ersten Darstellung erhält man mit der Formel von Faà di Bruno die explizite Darstellung
{\displaystyle H_{n}(x)=(-1)^{n}\sum _{k_{1}+2k_{2}=n}{\frac {n!}{k_{1}!k_{2}!}}(-1)^{k_{1}+k_{2}}(2x)^{k_{1}}}
also
{\displaystyle H_{0}(x)=1}
{\displaystyle H_{1}(x)=2x}
{\displaystyle H_{2}(x)=(2x)^{2}-2=4x^{2}-2}
{\displaystyle H_{3}(x)=(2x)^{3}-6(2x)=8x^{3}-12x}
{\displaystyle H_{4}(x)=(2x)^{4}-12(2x)^{2}+12=16x^{4}-48x^{2}+12}
Hermitesche Polynome lassen sich durch folgende Rekursionsformeln berechnen {\displaystyle (n\in \mathbb {N} _{0},H_{-1}(x):=0)}:
{\displaystyle H_{n+1}(x)=2\,x\,H_{n}(x)-2\,n\,H_{n-1}(x)}
{\displaystyle H_{n}'(x)=2\,n\,H_{n-1}(x)}
Da bei jedem Iterationsschritt ein {\displaystyle x} hinzumultipliziert wird, sieht man schnell, dass {\displaystyle H_{n}(x)} ein Polynom von Grade {\displaystyle n} ist. Der Koeffizient der höchsten Potenz {\displaystyle x^{n}} ist {\displaystyle 2^{n}}. Für gerade {\displaystyle n} treten ausschließlich gerade Potenzen von {\displaystyle x} auf, entsprechend für ungerade {\displaystyle n} nur ungerade Potenzen, was sich mathematisch durch die Identität
{\displaystyle H_{n}(-x)=(-1)^{n}\cdot H_{n}(x)}
ausdrücken lässt.
Die rekursive Darstellung der o. g. Hermiteschen Polynome lässt sich durch die einfache Substitution {\displaystyle n'=n+1} auch wie folgt schreiben:
{\displaystyle H_{n}(x)=2xH_{n-1}(x)-2(n-1)H_{n-2}(x)\,\,\,\,\,\quad \quad (n=1,2\ldots )}

## Orthogonalität
Die Hermiteschen Polynome erfüllen bezüglich der Gewichtsfunktion {\displaystyle e^{-x^{2}}} die Orthogonalitätsrelation
{\displaystyle \int \limits _{-\infty }^{+\infty }e^{-x^{2}}\cdot H_{n}(x)\cdot H_{m}(x)\,dx=2^{n}\cdot n!\cdot {\sqrt {\pi }}\cdot \delta _{nm}.}
Das heißt, dass bestimmte reelle Funktionen nach den Hermiteschen Polynomen in eine Reihe entwickelt werden können.

## Erzeugende
Eine erzeugende Funktion für die Hermite-Polynome ist
{\displaystyle F(x,t)=e^{2xt-t^{2}}=\sum _{n=0}^{\infty }{\frac {t^{n}}{n!}}H_{n}(x)} .

## Andere Darstellung der Hermiteschen Polynome

Plots der ersten fünf hermiteschen Polynome He_{n} (Statistiker-Konvention)

Eine andere Definitionsmöglichkeit der Hermiteschen Polynome (Statistiker-Konvention) ist
{\displaystyle He_{n}(x)=2^{-n/2}H_{n}(x/{\sqrt {2}})=(-1)^{n}e^{x^{2}/2}{\frac {\mathrm {d} ^{n}}{\mathrm {d} x^{n}}}e^{-x^{2}/2}.}
Sie sind bezüglich der Gewichtsfunktion {\displaystyle e^{-x^{2}/2}} orthogonal
{\displaystyle \int \limits _{-\infty }^{\infty }e^{-x^{2}/2}\,He_{n}(x)\,He_{m}(x)\,dx={\sqrt {2\,\pi }}\,n!\,\delta _{mn}}
und erfüllen die Differentialgleichung
{\displaystyle y''-x\,y'+n\,y=0.}
Sie lassen sich rekursiv durch
{\displaystyle He_{n+1}(x)=x\,He_{n}(x)-n\,He_{n-1}(x)}
bestimmen.

## Binomischer Lehrsatz
Für die Hermiteschen Polynome gilt eine Formel, die eine ähnliche Gestalt hat wie der binomische Lehrsatz. Für {\displaystyle a^{2}+b^{2}=1} ist
{\displaystyle H_{n}(ax+by)=\sum _{k=0}^{n}{\binom {n}{k}}a^{k}b^{n-k}H_{k}(x)H_{n-k}(y).}

## Index mit negativem Wert
Die Ableitung der komplementären Fehlerfunktion {\displaystyle 1-\operatorname {erf} (x)=\operatorname {erfc} (x)} ist
{\displaystyle {\frac {\mathrm {d} }{\mathrm {d} x}}\operatorname {erfc} (x)=-{\frac {2}{\sqrt {\pi }}}e^{-x^{2}}}.
Damit kann die Darstellung der Hermiteschen Polynome auch folgendermaßen geschrieben werden:
{\displaystyle H_{n}(x)={\frac {\sqrt {\pi }}{2}}(-1)^{(n+1)}e^{x^{2}}{\frac {\mathrm {d} ^{n+1}}{\mathrm {d} x^{n+1}}}\operatorname {erfc} (x)},
sodass man für {\displaystyle n=-1} findet:
{\displaystyle H_{-1}(x)={\frac {\sqrt {\pi }}{2}}e^{x^{2}}\operatorname {erfc} (x)}.
Die Funktionen höherer Indizes berechnen sich als:
{\displaystyle H_{n-1}(x)={\frac {(-1)^{n}}{2^{-n}(-n)!}}{\frac {\mathrm {d} ^{-n}}{\mathrm {d} x^{-n}}}H_{-1}(x)} oder rekursiv {\displaystyle H_{n-1}(x)={\frac {1}{2n}}H_{n}'(x)} mit {\displaystyle n=(-1,-2,-3,\dotsc )}.
Die so erhaltenen Funktionen genügen wie die Polynome mit positivem Index der hermiteschen Differentialgleichung.
Sie lauten:
{\displaystyle H_{-1}(x)={\tfrac {1}{2}}{\sqrt {\pi }}e^{x^{2}}\operatorname {erfc} (x)}
{\displaystyle H_{-2}(x)={\tfrac {1}{2}}(1-x{\sqrt {\pi }}e^{x^{2}}\operatorname {erfc} (x))}
{\displaystyle H_{-3}(x)={\tfrac {1}{8}}(-2x+(1+2x^{2}){\sqrt {\pi }}e^{x^{2}}\operatorname {erfc} (x))}
{\displaystyle \ldots }

## Anwendungen
Ihre Bedeutung erhalten die Hermite-Polynome durch ihre vielseitige Anwendbarkeit in der Physik. Zum Beispiel werden sie zur Konstruktion der orthonormierten Lösungsfunktionen des
quantenmechanischen
harmonischen Oszillators benötigt.
Diese entsprechen den Hermiteschen Funktionen, die man
durch Multiplikation mit der gaußschen Normalverteilung
und geeigneter Normierung erhält.
Eine weitere Anwendung finden sie in der Finite-Elemente-Methode als Formfunktionen.
Die Wahrscheinlichkeitsdichte der nicht-zentralen Studentschen t-Verteilung lässt sich ausdrücken mittels Hermitescher Polynomfunktionen, deren Index negative Werte hat.